# Laurie Point
Der Laurie Point ist die östliche Landspitze einer kleinen Insel an der Südküste des westlichen Endes von Südgeorgien. Sie markiert die südliche Begrenzung der Einfahrt zum Johan Harbor.
Der South Georgia Survey kartierte die Landspitze zwischen 1956 und 1957. Das UK Antarctic Place-Names Committee  benannte sie nach dem britischen Biologen Alec Hibbard Laurie (1907–1987), einem Mitglied des wissenschaftlichen Stabs der Seeforschungsstation in Grytviken im Rahmen der Discovery Investigations von 1930 bis 1931, der ebenso auf den Forschungsschiffen RRS William Scoresby (1929–1930) und auf der RRS Discovery II  (1930) tätig war.